# Serra de Montsant-Pas de l'Ase
Serra de Montsant-Pas de l'Ase este o arie protejată (arie specială de conservare — SAC, sit de importanță comunitară — SCI, arie de protecție specială avifaunistică — SPA) din Spania întinsă pe o suprafață de 19.531,5 ha, integral pe uscat.

## Localizare
Centrul sitului Serra de Montsant-Pas de l'Ase este situat la coordonatele 41°14′30″N 0°45′17″E / 41.2417°N 0.7547°E.

## Înființare
Situl Serra de Montsant-Pas de l'Ase a fost declarat sit de importanță comunitară în septembrie 2006 pentru a proteja 66 de specii de animale. Alte tipuri de protecție:
- arie de protecție specială avifaunistică (în septembrie 2006)[2]
- arie specială de conservare (în noiembrie 2014)[1][3][4]

## Biodiversitate
Situată în ecoregiunea mediteraneană, aria protejată conține 14 habitate naturale: Pante stâncoase calcaroase cu vegetație casmofită, Peșteri inaccesibile publicului, Formațiuni stabile xerotermofile de Buxus sempervirens pe pante stâncoase (Berberidion p.p.), Păduri de Ilex aquifolium, Pseudostepă cu ierburi și specii anuale de Thero-Brachypodietea, Galerii de Salix alba și de Populus alba, Păduri de pin (sub-) mediteraneene cu pini negri endemici, Galerii și tufărișuri riverane sudice (Nerio-Tamaricetea și Securinegion tinctoriae), Păduri iberice de Quercus faginea și Quercus canariensis, Păduri de pin mediteraneene cu pini mezogeni endemici, Tufărișuri termo-mediteraneene și de pre-deșert, Pajiști umede mediteraneene cu ierburi înalte de Molinio-Holoschoenion, Vegetație gipsofilă iberică (Gypsophiletalia), Păduri de Quercus ilex și Quercus rotundifolia.
La baza desemnării sitului se află mai multe specii protejate:
- păsări (46): uliu porumbar (Accipiter gentilis gentilis), pescăruș albastru (Alcedo atthis), rață mare (Anas platyrhynchos), fâsă-de-câmp (Anthus campestris), acvilă de munte (Aquila chrysaetos), Aquila fasciata, buha (Bubo bubo), ciocârlie-cu-degete-scurte (Calandrella brachydactyla), caprimulg (Caprimulgus europaeus), Caprimulgus ruficollis, Certhia brachydactyla,  prundaș gulerat mic (Charadrius dubius), șerpar (Circaetus gallicus), erete vânăt (Circus cyaneus), porumbel de scorbură (Columba oenas), porumbel gulerat (Columba palumbus), presură de grădină (Emberiza hortulana), șoim de iarnă (Falco columbarius), șoim călător (Falco peregrinus), vânturel roșu (Falco tinnunculus), cinteză (Fringilla coelebs), lișiță (Fulica atra), ciocârlan (Galerida cristata), Galerida theklae, găinușă de baltă (Gallinula chloropus), vulturul pleșuv sur (Gyps fulvus), acvilă pitică (Hieraaetus pennatus), capîntortură (Jynx torquilla), Lanius meridionalis, pescăruș râzător (Larus ridibundus), ciocârlie de pădure (Lullula arborea), prigoare (Merops apiaster), gaia neagră (Milvus migrans), muscar sur (Muscicapa striata), vultur egiptean (Neophron percnopterus), pietrar mediteranean (Oenanthe hispanica), Oenanthe leucura, pițigoi de brădet (Periparus ater), Phalacrocorax carbo sinensis, cristei de baltă (Rallus aquaticus), mărăcinar negru (Saxicola torquatus), turturică (Streptopelia turtur), silvie roșcată (Sylvia cantillans), silvie de tufiș (Sylvia undata), pănțărușul (Troglodytes troglodytes), pupăză (Upupa epops)
- mamifere (10): liliac cârn (Barbastella barbastellus), vidră de râu (Lutra lutra), liliac cu aripi lungi (Miniopterus schreibersii), liliac cu urechi de șoarece (Myotis blythii), liliac cu picioare lungi (Myotis capaccinii), liliac cărămiziu (Myotis emarginatus), liliac comun (Myotis myotis), liliacul mediteranean cu potcoavă (Rhinolophus euryale), liliacul mare cu potcoavă (Rhinolophus ferrumequinum), liliacul mic cu potcoavă (Rhinolophus hipposideros)
- nevertebrate (6): Austropotamobius pallipes, Coenagrion mercuriale, fluturele auriu (Euphydryas aurinia), Euplagia quadripunctaria, rădașcă (Lucanus cervus), Oxygastra curtisii
- pești (1): Parachondrostoma miegii
- reptile (3): țestoasa de baltă (Emys orbicularis), Mauremys leprosa, țestoasă bănățeană (Testudo hermanni)

Pe lângă speciile protejate, pe teritoriul sitului au mai fost identificate 5 specii de amfibieni, 10 specii de mamifere, 1 specie de nevertebrate, 1 specie de pești, 1 specie de reptile.